# Fasciolopsis buski
Fasciolopsis buski – gatunek pasożytniczej przywry, największej spotykanej u człowieka; dorosłe osobniki osiągają 7,5 cm długości. Choroba pasożytnicza wywoływana przez Fasciolopsis buski to fasciolopsoza (fasciolopsidosis).

## Występowanie
Pasożyt jest rozpowszechniony na Dalekim Wschodzie i subkontynencie indyjskim. Zachorowania na fasciolopsozę spotyka się w rejonach, w których ludzie hodują świnie i spożywają surowe rośliny wodne (orzechy i kasztany wodne).

## Historia
W 1843 roku angielski chirurg George Busk w badaniu pośmiertnym pewnego marynarza ze wschodnich Indii odkrył 14 osobników przywry w dwunastnicy mężczyzny. Nie opublikował jednak swojego odkrycia. W 1852 roku wspomniał o nim George Budd w swojej monografii Diseases of the Liver. W 1857 w tłumaczeniu dzieła Küchenmeistera On Animal and Vegetable Parasites, E. R. Lankester ponownie odniósł się do odkrycia Buska, honorując go w zaproponowanej przez siebie nazwie pasożyta, Distoma Buskii. Busk nie chciał się na to zgodzić i zasugerował nazwę Distoma crassum, przez pewien czas stosowaną. Wkrótce okazało się jednak że pod tą nazwą gatunkową opisano już w 1836 roku innego pasożyta. W 1874 roku para misjonarzy z Chin zgłosiła się do angielskiego lekarza uskarżając się na uporczywą biegunkę, błędnie diagnozowaną i bezskutecznie leczoną. Lekarz odnalazł w próbkach kału pacjentów 12 robaków, które pokazał Buskowi; ten rozpoznał opisanego przez siebie ponad trzydzieści lat wcześniej pasożyta. W tym samym czasie angielscy parazytolodzy opisali robaka wydalonego z organizmu 15-letniego chłopca z wymiocinami jako nowy gatunek pasożyta; błąd przez lata powielany był w literaturze specjalistycznej. Dopiero w 1902 roku Odhner zbadał pasożyty uzyskane z wymiocin nastoletniego Chińczyka i określił, że należą do rodzaju Fasciolopsis, przemianowując gatunek na Fasciolopsis buski. W 1908 roku przedstawiono kolejny opis pasożyta, określonego tam jako przywra Kwana, od nazwiska odkrywcy; potem stwierdzono, że jest tożsamy z F. buski. Inną nieużywaną dziś nazwę wprowadził E. Rodenwaldt, który w 1909 roku opisał gatunek F. fulleborni, przemianowany w 1917 roku przez Browna na F. spinifera. Dwa lata później K. W. Goddard z Christian Hospital w Shaoxing przebadał 400 pasożytów i wyodrębnił gatunki F. buski, F. goddardi i F. rathouisi.

## Charakterystyka gatunku i cykl życiowy

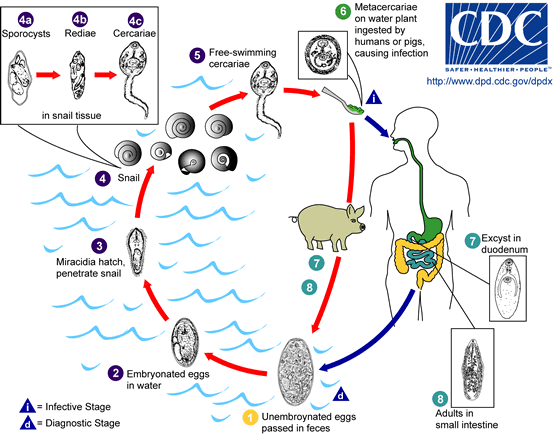
Cykl życiowy Fasciolopsis buski

Pierwszym żywicielem pasożyta są ślimaki wodne Segmentina nitidella, Segmentina hemisphaerula, Hippeutis schmackerie, Gyraulus, Lymnaea, Pila, Planorbis (Indoplanorbis) i Zebrina, które ulegają zarażeniu, gdy do ich organizmu dostaną się miracidia przywry. W ślimaku przywra przechodzi kolejne stadia rozwojowe (sporocysta, redia, cerkaria), po czym opuszcza go i osadza się na wodnych roślinach, często na orzechach Trapa natans i kasztanach wodnych Eleocharis tuberosa. Tam przeobraża się w metacerkarię, która jest przypadkowo zjadana przez świnię albo człowieka. Istnieje możliwość zarażenia się przywrą przez picie wody z metacerkariami, ponieważ mogą one znajdować się na jej powierzchni. W przewodzie pokarmowym larwa przyczepia się do ściany jelita czczego lub dwunastnicy i osiąga dojrzałość. Długość życia dorosłego osobnika Fasciolopis buski wynosi około roku. Jaja przywry wydostają się z kałem; jeśli dostaną się do zbiornika wodnego, cykl pasożyta zamyka się.